# Dinu Patriciu
Dinu Dan Costache Patriciu (Bucarest, 3 agosto 1950 – Londra, 19 agosto 2014) è stato un politico, imprenditore e architetto rumeno.
Formatosi come architetto, nel corso degli anni novanta divenne un magnate attivo principalmente nei settori immobiliare e petrolifero. Dal 1998 al 2007 fu proprietario della compagnia Rompetrol, acquistata dallo stato rumeno e rivenduta alla kazaka KazMunayGas. Nel 2007 divenne l'uomo più ricco della Romania con un patrimonio stimato intorno ai 3 miliardi di euro. Coinvolto in numerosi scandali giudiziari, morì nel 2014, prima che il tribunale potesse emettere una sentenza di condanna.
Eletto per tre volte alla camera dei deputati (legislature 1990-1992, 1992-1996 e 2000-2004), fu membro fondatore ed elemento di spicco del Partito Nazionale Liberale, presidente del Partito Nazionale Liberale-Ala Giovanile e stretto collaboratore di Călin Popescu Tăriceanu.

## Formazione e primi anni
Dinu Patriciu proveniva da una famiglia di ispirazione liberale. Nei primi anni del novecento due suoi bisnonni furono senatori per il Partito Nazionale Liberale, uno per la località di Cluj e uno per quella di Huși. Il padre, Valeriu Patriciu (1903-1987), nel periodo tra le due guerre fu ingegnere per la compagnia petrolifera Astra Română, succursale locale della Royal Dutch Shell. In qualità di capo geologo, fu messo sotto inchiesta nell'ambito dello scandalo sondelor deviate per aver aiutato l'azienda a sfruttare dei giacimenti di proprietà dello stato.
Dinu Patriciu nacque nel 1950 e nel 1969 si iscrisse all'Istituto di architettura Ion Mincu di Bucarest. Nel 1975, dopo la laurea, fu assegnato dalle autorità del regime comunista all'Istituto di progettazione del ministero del commercio estero. In modo da poter esercitare la professione, in tale periodo fu obbligato ad iscriversi al Partito Comunista Rumeno (PCR). Nel 1978 assunse l'incarico di assistente universitario presso l'Istituto di architettura di Bucarest e divenne anche insegnante privato di disegno tecnico per gli studenti che provavano il concorso per l'ingresso in architettura. Secondo le sue stesse dichiarazioni ebbe almeno 85 allievi l'anno, tra i quali il futuro cantante Dan Bittman.
Negli anni ottanta insieme ad alcuni colleghi vinse un concorso internazionale per la costruzione di un palazzo destinato al figlio dello sceicco Reza di Abu Dhabi. Tra il 1984 e il 1990, quindi, realizzò un numero importante di progetti immobiliari tra la Romania e gli Emirati Arabi Uniti. In qualità di architetto riuscì a viaggiare all'estero, lavorando ad oltre 40 piani di edilizia abitativa e commerciale in patria e 25 complessi di lusso, uffici e hotel negli Emirati Arabi. Fino agli anni novanta nel paese mediorientale fu autore dei progetti di 24 grattacieli, un hotel, quattro residenze per la famiglia del presidente Zayed bin Sultan Al Nahyan, oltre ad una per il figlio, e numerose ville. In Romania disegnò le case del politico Attila Verestóy e del giornalista Sorin Roșca Stănescu.
Dopo la rivoluzione del 1989 che rovesciò il regime di Nicolae Ceaușescu si dedicò alla politica e all'imprenditoria.

## Carriera imprenditoriale

### Patrimonio
Dopo la rivoluzione Patriciu entrò nel mondo imprenditoriale, fondando la prima azienda privata della Romania post-comunista, uno studio d'architettura. Negli anni novanta investì in numerosi settori dall'immobiliare, al bancario, al petrolifero, diventando uno dei più ricchi imprenditori del paese. Nel 1996 fu segnalato da Reuters come uno dei primi nuovi ricchi che avevano fatto fortuna in seguito al crollo del comunismo. Nel 2006 fu inserito dalla rivista Capital al settimo posto della top 300 degli imprenditori rumeni, con un patrimonio stimato tra i 300 e i 350 milioni di dollari. L'anno successivo, in seguito alla cessione della sua Rompetrol, raggiunse i 3 miliardi di euro, superando Ion Țiriac e Iosif Constantin Drăgan, e diventando il rumeno più ricco. Secondo Forbes nel 2008 era il 462° uomo più ricco del pianeta, con un patrimonio di 2,5 miliardi di dollari, salendo al 397º posto nel 2009.
Confermatosi al primo posto tra i rumeni fino al 2011, nel 2012 il suo patrimonio andò incontro ad una flessione. In quell'anno, infatti, fu considerato da Forbes 854° (1,5 miliardi di dollari) e quinto rumeno da Capital (1,1 miliardi di dollari). Una serie di investimenti sbagliati, gli effetti della grande recessione e diverse battaglie legali ridussero i suoi averi. Mentre nel 2013 non entrò nella lista mondiale stilata da Forbes, l'edizione locale della pubblicazione lo inserì al 15º posto tra i rumeni (250 milioni di euro), mentre fu 17° per Capital. Secondo Forbes nel 2014, anno della sua morte, disponeva di un patrimonio di 540 milioni di dollari.

### Rompetrol

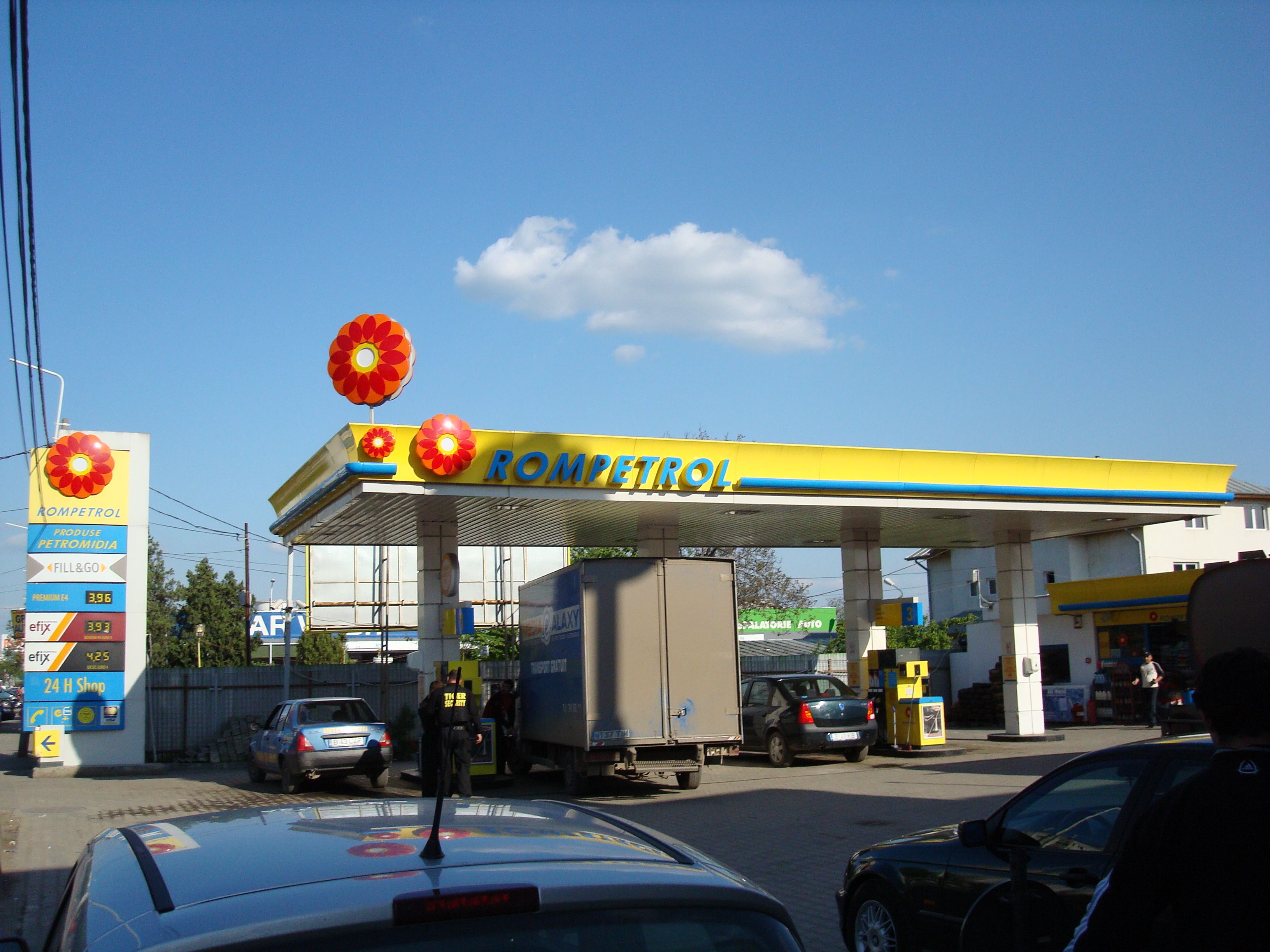
Un distributore di benzina Rompetrol.

Mentre accumulò le prime ricchezze grazie al suo studio di architettura e agli investimenti immobiliari, nel 1998 entrò nel settore petrolifero, divenendo uno dei più importanti imprenditori del settore energetico rumeno, comprando dallo stato la Rompetrol insieme al socio Sorin Marin. La società aveva in quel momento un giro d'affari di 6,6 milioni di dollari e perdite per 1,5 milioni. Negli anni successivi il gruppo si espanse, con l'acquisizione di diversi importanti impianti. Nel 1999 comprò la raffineria Vega di Ploiești (triplicandone in soli nove mesi il volume d'affari), nel 2000 la Petros SA (in quel momento unico fornitore di servizi di sonda in Romania, poi ridenominato Rompetrol Well Services) e nel 2001 il pacchetto di maggioranza della Petromidia SA di Năvodari (precedentemente in mano al Fondo delle Proprietà dello Stato), considerata in quel momento il più moderno complesso petrolchimico del paese. L'affare Petromidia aveva un valore totale di 615 milioni di dollari: 50,5 milioni per l'acquisto, 340 milioni per il ripianamento dei debiti e 225 milioni garantiti per lavori di ammodernamento. Rompetrol, quindi, si estese nella regione (Balcani, Moldova, Georgia, Ucraina).
Nel 2001 la compagnia si trasformò in una holding multinazionale con sede sociale a Rotterdam e filiali in tredici paesi, uno dei primi 25 operatori petroliferi dell'Unione europea. Patriciu ne fu direttore generale, presidente del consiglio d'amministrazione e CEO. Nel 2002 siglò un partenariato con il colosso austriaco OMV e nel 2004 fu quotata in borsa. Nel 2009 Rompetrol era proprietaria di 20 aziende di raffinazione, ingegneria, distribuzione, logistica e servizi, con un giro d'affari di 8,7 miliardi di dollari.
Nel 2007 Patriciu deteneva l'80% del pacchetto azionario della società, mentre il restante 20% era in mano all'americano Philip Stephenson. In quell'anno Patriciu cedette per 1,6 miliardi di dollari il 75% di Rompetrol alla compagnia di stato kazaka KazMunayGas (KMG), riuscendo personalmente a capitalizzare 2,7 miliardi di dollari, transazione che lo rese l'uomo più ricco della Romania.
Rimase nella compagnia come presidente e direttore generale. Nel 2009 vendette a KMG il restante 25% delle sue azioni, uscendo definitivamente dalla gestione di Rompetrol.

### Editoria e media
Nel luglio 2006 Patriciu comprò dalla proprietaria Ana Maria Tinu l'intero pacchetto azionario di Adevărul, storico giornale a rischio di fallimento. In fase di acquisto annunciò la completa ristrutturazione dell'azienda, che fu ridenominata Adevărul Holding, e un grande piano di investimenti fino a 200 milioni di euro in 6 anni, cui seguirono centinaia di assunzioni e la nomina a direttore generale di Răzvan Cornețeanu. Il progetto di Patriciu prevedeva l'acquisto di numerose testate da parte del gruppo Adevărul, l'inaugurazione di una stazione radio e di un canale televisivo. Su tale programma investì 30 milioni di euro, ma questo non fu avviato e, alla fine, Patriciu fu costretto a cedere gli asset previsti per la creazione di un'emittente TV al gruppo Transilvania Media Group di Árpád Pászkány. Nel corso della sua gestione ad un certo punto Adevărul era proprietaria del tabloid Click!, delle pubblicazioni OK!, Dilema veche, Dilemateca, Foreign Policy Romania, Forbes Romania, del quotidiano ucraino Blick e delle sue riviste collegate, di una collezione di libri antichi, di una divisione televisiva, di una radiofonica (Click FM, acquisita dal gruppo nel 2011), di quattro tipografie, di un'agenzia pubblicitaria (Odyssey), di un negozio online e di un servizio di inserzioni.
Malgrado l'imponente crescita del gruppo, tuttavia, nel 2012 questo aveva una posizione debitoria di 30 milioni di euro. Nell'autunno del 2012 il tribunale di Bucarest aprì una procedura di insolvenza e Patriciu fu costretto a vendere all'imprenditore Cristian Burci.

### Settore bancario
Nel settembre 2009 si associò all'ex primo ministro della Georgia Lado Gurgenidze, insieme al quale creò un fondo di investimenti, Liberty Capital, tramite il quale i due acquistarono per 15 milioni di dollari il 91,28% della Banca Popolare della Georgia, settimo istituto bancario del paese caucasico per volume d'affari. Questa, fondata nel 2002, aveva una rete di 211 succursali con una quota di mercato nazionale del 3,4% ed era appartenuta ad EuroOil, sussidiaria dell'emiratina RAK Investment. Ridenominata Liberty Bank, nel 2013 riuscì a diventre la terza banca georgiana per volume di attivi (745,6 milioni di dollari, cresciuta del 365% rispetto alla data della sua acquisizione). Secondo gli analisti di Bloomberg il valore d'acquisto dell'istituto era inferiore di circa l'80% rispetto a quello di mercato per le transazioni del periodo, poiché questa nel 2009 disponeva di un capitale totale di 95 milioni di dollari, a fronte degli 87,5 milioni di valore del pacchetto acquistato da Patriciu per soli 15 milioni.

### Settore retail

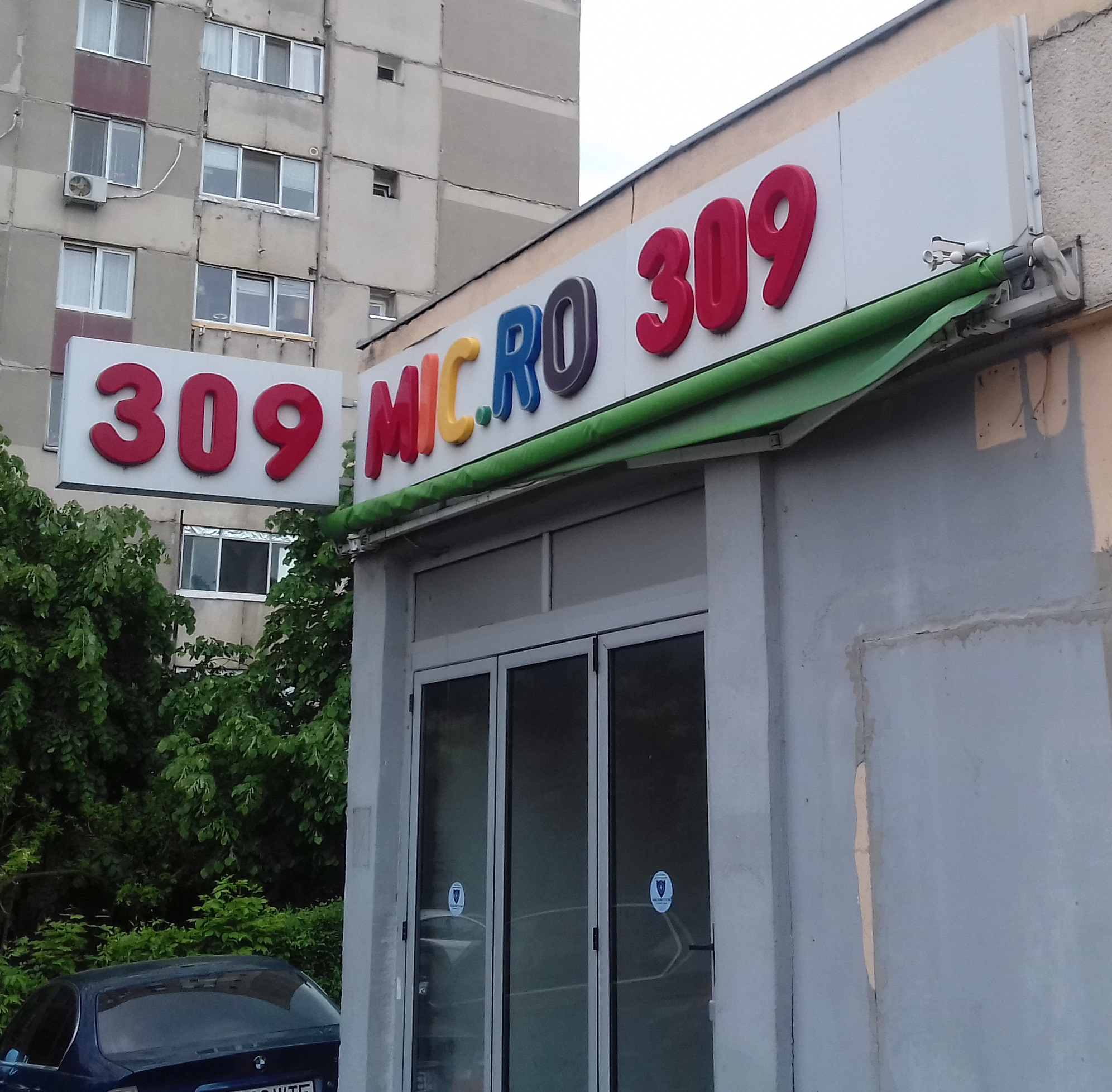
Un negozio della catena Mic.ro a Bucarest.

Nel 2010 fondò la catena di negozi della grande distribuzione Mic.ro che, dopo una rapida ascesa (arrivò a 228 punti vendita in nove mesi e circa 830 nel settembre 2011), entrò in crisi con la stessa velocità a causa di debiti con fornitori e locatori. Il piano originario prevedeva la creazione di 3.000 punti vendita e investimenti per 200 milioni di euro nei primi 2-3 anni. L'azienda, però, entrò in insolvenza nel febbraio del 2012 e il tribunale di Bucarest designò come liquidatore giudiziario la compagnia RVA Insolvency. Tra le aziende creditrici che chiesero l'avvio della procedura vi furono quelle di trasporti Meridian e Touring Europabus (di proprietà di Dragoș Anastasiu), quella alimentare Vel Pitar e il gruppo Țiriac Auto.
Simile destino ebbero le catene MiniMax Discount e Macro. La prima fu fondata nella primavera 2005, mentre nell'agosto 2010 fu comprata integralmente da Mercadia Holland BV, di proprietà di Dinu Patriciu. Alla fine del 2010 le due aziende avevano circa 58 punti vendita in tutto il paese. Malgrado la contrazione del mercato dovuta al sopraggiungere della grande recessione, Patriciu continuò ad investire nel progetto, aspettandosi un valore di mercato di 2 miliardi di lei alla fine del 2010. Nella primavera del 2012, però, si vide obbligato ad annunciare un piano di licenziamenti che seguiva il progetto di liquidazione delle due aziende. Oltre a grossi crediti dovuti ai fornitori, queste avevano maturato debiti con le banche per oltre 45 milioni di euro. Nel 2012 le somme dovute dalle società di Patriciu oltrepassavano i 700 milioni di lei, ammontare che rese impossibile la loro vendita da parte dei liquidatori.

### Settore immobiliare
Nel 1990 fondò la prima azienda privata della Romania postcomunista, Alpha Construcții și Investiții Imobiliare, uno studio di architettura e progettazione con appena 20 dipendenti, della quale fu proprietario fino al 1998. In base a sue stesse dichiarazioni Patriciu raggiunse il primo milione di dollari grazie ai progetti immobiliari.
In seguito alla cessione di Rompetrol, investì larga parte dei proventi nel settore immobiliare. Nel 2009 comprò il fondo immobiliare Fabian e creò la Global Properties, che negli anni arrivò a possedere numerosi edifici tra la Germania e la Romania. A Bucarest fu proprietario dei complessi di uffici Romană Offices, Cubic Center, Evo Center, Băneasa Business Center, Cascade Offices, e Floreasca Business Center. Al 2010 Patriciu era titolare di un portafogli immobiliare sparso tra Romania, Germania, Svezia e Polonia valutato 1,1 miliardi di euro. Nel 2011 liquidò le proprietà in Svezia per 110 milioni di euro, due edifici a Parigi e L'Aia per 26 milioni e numerosi centri tra Francoforte sul Meno, Düsseldorf, Brema, Norimberga e Monaco di Baviera per 56 milioni. Nel 2013 vendette l'edificio Lakeview sito nell'esclusivo quartiere Floreasca a Bucarest, del quale era proprietario insieme al fondo AIG/Lincoln, al fondo d'investimenti NEPI.

### Altre attività
Nel 1990 fu presidente della Fondazione per la Libera Iniziativa, prima ONG romena per il sostegno alla libera iniziativa politica ed economica. Tra le altre imprese senza scopo di lucro, creò la Fondazione Dinu Patriciu, che si occupava di supportare finanziariamente gli studi di giovani promettenti.
Nel 1998 divenne direttore del fondo di investimento Romania Moldova Direct Fund (RMDF), fondo privato a gestione americana, cui partecipavano anche la Società finanziaria internazionale (IFC) e la Società tedesca di investimenti e sviluppo (DEG), di proprietà del governo tedesco.
Nel 2000 fu nominato membro del consiglio direttivo dell'Unione generale degli industriali di Romania e poi presidente delle Confederazioni patronali di Romania (ACPR).
Nel 2004 fondò Eurojet Romania, vettore specializzato in business jet e voli charter di lusso, che nel 2009 diventò azionista di maggioranza dell'inglese Avolus, dalla quale assunse il nome, per poi trasferire la sede legale nel Regno Unito.
Dopo la cessione di Rompetrol, Patriciu ridenominò la società in DP Holding, riconvertendo il core business dell'attività nello sviluppo di energie rinnovabili in Gran Bretagna e Olanda. Nel 2009 investì 100 milioni di euro in Marexin, azienda specializzata nella ricerca e sfruttamento di giacimenti di sapropel nel Mar Nero, risorsa ritenuta da Patriciu fondamentale per il futuro dello sviluppo energetico globale.
Nel 2010 costituì Bet Café Arena, azienda operante nel settore del gioco d'azzardo. Mentre nel 2011 ebbe un giro d'affari di 26,3 milioni di euro, questo nel 2013 scese a 15 milioni. In tutti e quattro i primi anni di esistenza, tuttavia, la società registrò perdite costanti (1,6 milioni nel solo 2013), fatto che spinse decine di creditori ad appellarsi al tribunale per chiederne il riconoscimento dello stato di insolvenza già nel 2012.
Fino al 2011 fu proprietario della casa d'aste Artmark.

## Carriera politica

### Fondazione del PNL
Convinto sostenitore del liberalismo e della democrazia, entrò in politica all'indomani della rivoluzione del 1989. Fu tra i membri fondatori del Partito Nazionale Liberale (PNL) di Radu Câmpeanu, divenendo portavoce del partito, nel quale in una prima fase si occupò della sezione giovanile nel quadro dell'università. Nel corso di un'intervista rilasciata nel 1990 dichiarò che gli obiettivi principali del PNL sarebbero dovuti essere l'arricchimento della classe operaia, la creazione di una rete di piccola e media impresa, la riformulazione ideologica del rapporto lavoratore-imprenditore, viziato da decenni di dittatura comunista, l'attrazione di capitali esteri e lo sviluppo tecnologico del paese. Fu sostenitore, quindi, di una linea di transizione shock all'economia capitalista.
In seguito alla rivoluzione il potere fu assunto ad interim da un organo provvisorio dominato dalla presenza politica del Fronte di Salvezza Nazionale (FSN) dell'ex dissidente comunista Ion Iliescu. I partiti di opposizione, tra i quali il PNL, reclamarono a gran voce un maggior riconoscimento ed organizzarono ampie proteste. Nei primi concitati mesi dell'era democratica, nel gennaio 1990 Patriciu fece parte della delegazione dell'opposizione che si recò a colloquio con il presidente Iliescu per discutere sul futuro del paese.
Candidatosi nelle liste del PNL per un seggio parlamentare in occasione delle prime libere elezioni del maggio 1990, Patriciu fu eletto come deputato per il distretto di Timiș. Nel corso della legislatura fu membro della commissione per l'amministrazione centrale e locale, la gestione del territorio e l'urbanistica, della commissione per l'ambiente e della commissione speciale per la privatizzazione.

### Scissione dal PNL
Le elezioni del 1990 segnarono una netta vittoria per il partito di Iliescu, mentre il PNL rimase un gruppo minore di opposizione. Subito dopo la tornata elettorale emerse nel PNL un contrasto tra la vecchia e la nuova generazione, con i giovani che accusarono i più anziani di aver gestito in maniera fallimentare la preparazione alle elezioni, di rimanere ancorati ad una versione non attuale del liberalismo e di essere contrari alla democratizzazione delle strutture interne. I dissensi spinsero il gruppo costituitosi intorno a Dinu Patriciu, Andrei Chiliman, Horia Rusu, Călin Popescu Tăriceanu, Radu Cojocaru, Gelu Netea e Viorel Cataramă ad annunciare la scissione dal PNL e la fondazione di un nuovo partito, il Partito Nazionale Liberale-Ala Giovanile (Partidul Național Liberal-Aripa Tânără, PNL-AT), che fu registrato al tribunale di Bucarest il 23 luglio 1990. La formazione condotta da Dinu Patriciu aveva anche una propria testata, Viitorul Liberal.
Separatosi dall'ala di Câmpeanu, il PNL-AT avviò un percorso indipendente, avvicinandosi al FSN e firmando, nell'aprile 1991, insieme al partito di governo il documento programmatico Carta per la Riforma e la Democrazia (Carta pentru Reforma și Democrație), che divenne di fatto l'atto di alleanza tra i socialdemocratici e i liberali di Patriciu. Il 30 aprile 1991, infatti, il primo ministro Petre Roman realizzò un grande rimpasto con la sostituzione di 9 ministri, invitando a partecipare all'esecutivo anche il PNL-AT. La riorganizzazione della squadra di governo prevedeva la separazione del ministero dei trasporti e dei lavori pubblici condotto fino a quel momento da Doru Pană in due diverse entità. Mentre Traian Băsescu assunse la guida dei trasporti, Patriciu fu indicato come nuovo ministro dei lavori pubblici del governo Roman III. Nonostante la nomina ministeriale di Patriciu, però, un voto del parlamento ne respinse la proposta, obbligando il primo ministro a ricorrere all'investitura ad interim di Doru Pană, che continuò ad essere ministro dei lavori pubblici.
Conclusasi l'esperienza del governo Roman, nel giugno 1992 il PNL-AT entrò a far parte di un'ampia coalizione di centro-destra, la Convenzione Democratica Romena (CDR), nelle cui liste Patriciu riuscì ad ottenere la riconferma del suo seggio di deputato come rappresentante del distretto di Dâmbovița. Nel corso della nuova legislatura (1992-1996) la CDR fu il secondo partito e il maggior gruppo di opposizione. Patriciu fu membro della commissione sulla pubblica amministrazione e la gestione del territorio (dall'ottobre 1992 al novembre 1995), della commissione finanze (dal novembre 1995 al novembre 1996) e della commissione sul regolamento della camera. In apertura di legislatura assunse l'incarico di capogruppo del gruppo parlamentare liberale, cui nel giugno 1993 si aggiunsero anche i membri provenienti dal Partito Alleanza Civica (PAC). Dal 1º gennaio 1995 lasciò la guida del gruppo parlamentare a Sorin Pantiș. In qualità di parlamentare nell'ottobre 1994 prese duramente posizione contro il governo, reo di aver impedito l'accesso sul territorio rumeno del re Michele I, bloccato dalle autorità sulla pista dell'aeroporto di Bucarest.
Nel 1993 il PNL-AT assorbì altre correnti scissioniste provenienti dal PNL e mutò il proprio nome in Partito Liberale 93 (PL93), alla cui guida fu riconfermato Patriciu. Dopo l'uscita del partito dalla CDR nella primavera del 1995, il PL93 provò a presentarsi individualmente alle tornate elettorali del 1996. Alle amministrative locali Patriciu si candidò senza successo per il ruolo di sindaco di Bucarest, mentre alle parlamentari di novembre il partito non superò la soglia di sbarramento e rimase senza seggi. Alle elezioni presidenziali fu direttore della campagna elettorale del candidato dell'alleanza Nicolae Manolescu.

### Ritorno in parlamento
Il 14 giugno 1997 il PL93 si fuse con il Partito Nazionale Liberale-Convenzione Democratica (PNL-CD), assumendo il nome di Partito Liberale (PL). Tuttavia non partecipò a nessuna corsa elettorale. Nel settembre 1998, infatti, il partito di Patriciu tornò a far parte del PNL, in cui in quel momento Călin Popescu Tăriceanu rivestiva il ruolo di vicepresidente. In applicazione di un protocollo di fusione, i leader del PL Dinu Patriciu, Horia Rusu e Cristian Iordanescu furono cooptati nei quadri dirigenziali del PNL.
Candidato nel distretto di Prahova, Patriciu vinse un seggio di deputato in occasione delle elezioni parlamentari del 2000, mentre il PNL si confermò come partito di opposizione al governo socialdemocratico di Adrian Năstase. Patriciu fu indicato come membro della commissione industria e servizi della camera. Durante il congresso del PNL del 17 febbraio 2001 che elesse Valeriu Stoica alla presidenza, Patriciu fu nominato vicepresidente del partito.
Nonostante l'ampliamento della base del PNL, nel corso del 2001 un'opposizione ritenuta poco incisiva e il calo di popolarità del partito nei sondaggi, spinsero diversi membri, tra i quali Dinu Patriciu, Ludovic Orban e Dinu Zamfirescu, a criticare duramente la dirigenza. Per risolvere la crisi interna, l'11 luglio 2002 Stoica annunciò la sua rinuncia alla presidenza e indisse di un congresso straordinario per il mese successivo. Sostenuto apertamente da Stoica, che invitò direttamente i delegati del PNL a votare per lui, Theodor Stolojan fu il vincitore del congresso del 24-25 agosto 2002, sconfiggendo con un ampio scarto l'avversario Ludovic Orban, che rappresentava un'ala facente capo a Dinu Patriciu, che era interessato ad un cambio più profondo delle politiche del partito.
Il 18 giugno 2003 rassegnò le proprie dimissioni da parlamentare per ragioni di incompatibilità dovute alla neonata legge anticorruzione 161/2003, che impediva a deputati e senatori di esercitare qualunque funzione di pubblica autorità. Dinu Patriciu, in quel momento presidente del consiglio d'amministrazione di Rompetrol, fu uno dei soli tre parlamentari a rinunciare alla posizione dopo l'introduzione della legge e si dedicò esclusivamente agli affari. Alla camera fu sostituito da Adrian Emanuil Semcu, mentre rimase presidente della sezione del PNL del distretto di Prahova fino al gennaio 2006.

### Opposizione a Băsescu
Malgrado la rinuncia al seggio parlamentare, mantenne forti legami con le alte sfere del PNL e rimase una voce autorevole all'interno del partito. Fu, inoltre, amico e stretto collaboratore di Călin Popescu Tăriceanu e Petre Roman. Nel 2003 si schierò pubblicamente contro il presidente Theodor Stolojan, affermando che un'alleanza politica tra il PNL e il Partito Democratico (PD) di Traian Băsescu, fortemente caldeggiata da Stolojan, sarebbe stata un'unione contro natura. In contrapposizione al leader del PD, in occasione delle elezioni locali del 2004, in cui PNL e PD presentavano la candidatura congiunta di Băsescu a sindaco di Bucarest, Patriciu arrivò persino a supportare l'esponente del Partito Social Democratico (PSD) Mircea Geoană. Le elezioni generali del 2004, ad ogni modo, furono una svolta per l'alleanza: Călin Popescu Tăriceanu, nuovo leader liberale dall'ottobre 2004, riuscì a formare una maggioranza di governo con l'aiuto di PNL, PD e altre forze minori, mentre Traian Băsescu ottenne la presidenza della repubblica.
Il 16 maggio 2005 Patriciu subì un arresto di 24 ore nell'ambito di un'inchiesta per evasione fiscale legata alla gestione di Rompetrol. La misura di detenzione, tuttavia, fu ritenuta illegale e contestata da larga parte della dirigenza del PNL (oltre a Tăriceanu, Ludovic Orban, Crin Antonescu e Teodor Meleșcanu). Due anni più tardi fu diffusa la notizia che Tăriceanu avrebbe chiesto l'intercessione di Băsescu per mettere pressione ai procuratori in difesa di Patriciu, evento che incrinò profondamente i già problematici rapporti tra premier e presidente della repubblica. Sul finire del 2005 Băsescu accusò Patriciu di essere uno dei principali colpevoli del ripensamento di Tăriceanu in relazione alle dimissioni del primo ministro, già concordate con il presidente e poi ritrattate.
Le tensioni interne al partito tra la fazione favorevole alla fusione con il PD e quella contraria esplosero nell'ottobre 2006, quando fu ratificata l'espulsione di un'ala costituitasi intorno a Theodor Stolojan e Valeriu Stoica, accusati di non aver rispettato le decisioni prese dalla dirigenza. Questi formarono un gruppo indipendente, il Partito Liberale Democratico, che reclamava la necessità di strappare il PNL dalle mani di Tăriceanu e Dinu Patriciu e abbracciare l'idea dell'unificazione con il partito di Băsescu.
In occasione della campagna elettorale per le elezioni presidenziali del 2009 Patriciu non lesinò attacchi verso Băsescu, che si candidava per un secondo mandato. Il presidente uscente arrivò persino a denunciare l'imprenditore per aver diffuso informazioni diffamatorie sul suo conto. Negli anni successivi anche il governo presieduto da Emil Boc (PD) fu ripetutamente oggetto delle critiche di Patriciu. Nonostante la comunanza di vedute, sollevò dubbi anche sulla nascita della coalizione dell'Unione Social Liberale (USL), costituita nel 2011 da PNL e PSD in funzione anti-Băsescu e ritenuta da Patriciu inevitabilmente divisa da differenti interessi ed obiettivi.

### Ultimi anni
Affetto da problemi epatici, dal 2011 realizzò analisi cliniche approfondite presso gli ospedali AKH di Vienna e Niguarda di Milano, dove nel dicembre 2012 si sottopose ad un trapianto di fegato. Morì il 19 agosto 2014 in degenza al Royal Free Hospital di Londra. Il medico personale di Patriciu, Mihai Voiculescu, attribuì le cause del decesso ad infezioni contratte dopo l'intervento di trapianto. La cerimonia funebre fu officiata il 30 agosto 2014. Fu sepolto al cimitero di Bellu a Bucarest. Alla morte, Ion Iliescu affermò che con Patriciu aveva avuto un'ottima collaborazione nonostante le diverse opinioni politiche.

## Aspetti controversi

### Inchiesta Rompetrol

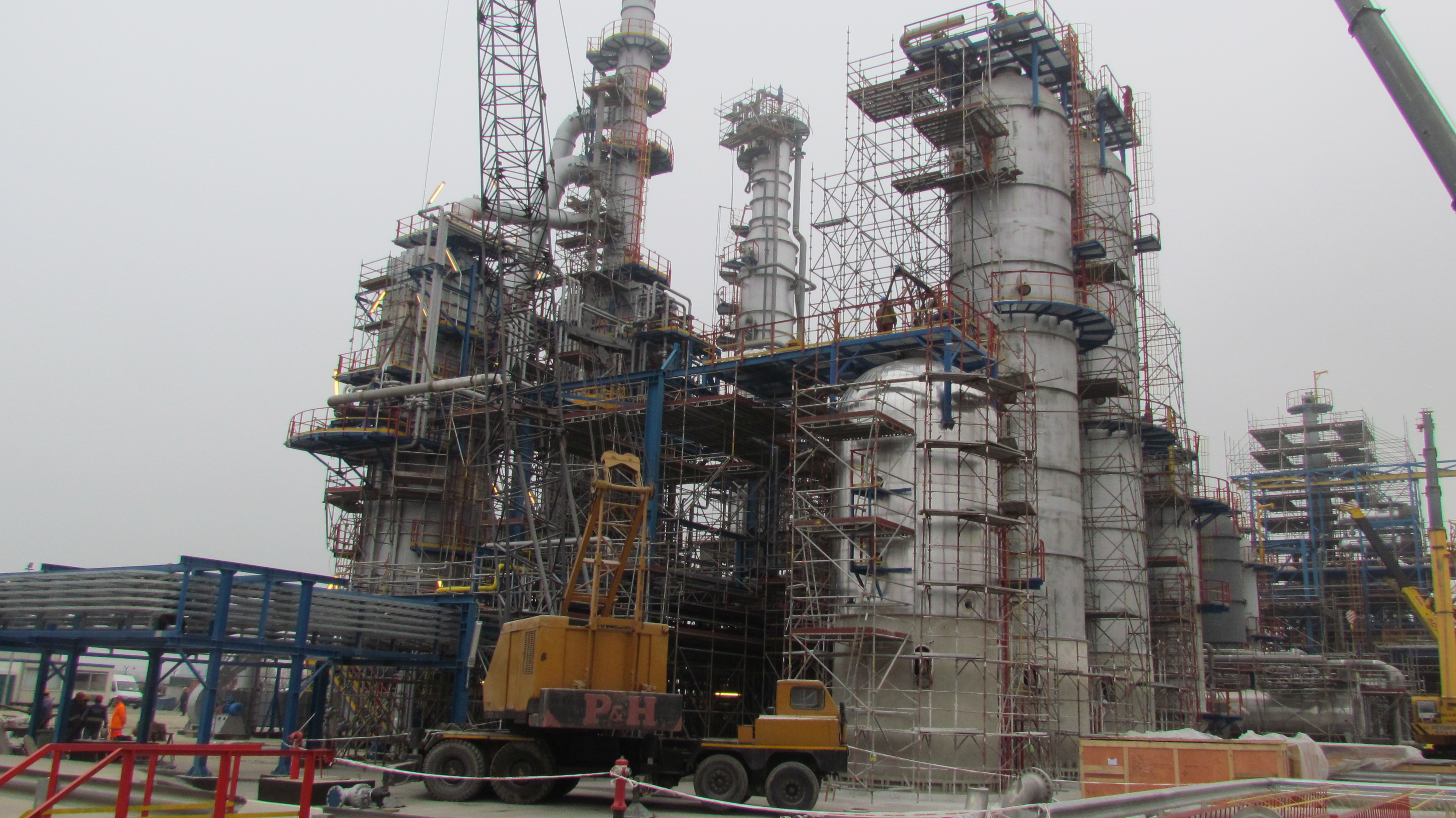
La raffineria Petromidia di Năvodari.

Il 30 marzo 2005 la Direzione di indagine per la criminalità organizzata e il terrorismo (DIICOT) avviò delle indagini per chiarire alcuni aspetti relativi alla conduzione di Rompetrol da parte di Patriciu e i suoi soci. Secondo gli inquirenti erano state commesse delle infrazioni nel processo di privatizzazione delle raffinerie Vega e Petromidia. Parte delle somme destinate dagli accordi agli investimenti sarebbe stata utilizzata, infatti, per altri scopi.
Il 16 maggio 2005 fu Patriciu fu sottoposto ad arresto preventivo e liberato dopo 24 ore su decisione della corte d'appello di Bucarest, che constatò il mancato rispetto delle procedure legali. Il parere fu confermato anche dal Consiglio superiore della magistratura. Patriciu annunciò che avrebbe fatto causa allo stato per danni morali e materiali, poiché le circostanze della detenzione avrebbero causato alle sue aziende perdite economiche sul mercato azionario per 42 milioni di dollari. Mentre ricevette il sostegno dichiarato da parte dei colleghi del PNL, diversi giorni dopo il primo ministro Călin Popescu Tăriceanu avrebbe organizzato nel suo studio un incontro segreto con Patriciu e il ministro della giustizia Monica Macovei per discutere della sua posizione. Lo scandalo politico si allargò quando trapelò la notizia che nel giorno dell'arresto il premier avrebbe chiesto spiegazioni al procuratore generale Ilie Botoș. All'inizio del 2007, inoltre, la collaboratrice di Traian Băsescu Elena Udrea rivelò che nel 2005 Tăriceanu avrebbe trasmesso un messaggio al presidente della repubblica chiedendogli di influenzare le scelte della procura che aveva in carico l'inchiesta che vedeva Patriciu come imputato. La gravità delle affermazioni e le accuse sostenute da Băsescu misero a rischio la stessa stabilità del gabinetto presieduto dal premier Tăriceanu.
L'8 settembre 2006 la DIICOT rinviò ufficialmente a giudizio Dinu Patriciu con i capi d'accusa di appropriazione indebita, riciclaggio, associazione a delinquere, manipolazione del mercato, abuso di informazioni privilegiate e costituzione di associazione a delinquere. Il processo ebbe 60 udienze, mentre le deposizioni dei testimoni iniziarono solamente nel 2011 a causa di continui rinvii. Tra gli altri imputati figuravano anche i suoi soci Philip Stephenson e Colin Hart.
Secondo le prime indagini della procura, tra il 1999 e il 2001 Patriciu avrebbe personalmente beneficiato di 85 milioni di dollari che, in base all'accordo di vendita della raffineria Petromidia stipulato il 1º novembre 2000 con il Fondo delle proprietà di stato (Fondul Proprietății de Stat, FPS), sarebbero dovuti essere destinati allo stato per lavori di potenziamento degli impianti. L'imprenditore, quindi, avrebbe cercato di far perdere traccia delle transazioni realizzando accordi fittizi tra aziende del gruppo Rompetrol di cui era amministratore, anche al fine di mantenere artificialmente alto il prezzo delle azioni. La procura chiese una condanna a 20 anni di reclusione.
Il 28 agosto 2012 il tribunale di Bucarest emise le sentenze di primo grado, assolvendo tutti e gli undici gli imputati, tra i quali anche il giornalista Sorin Roșca Stănescu, l'ex ministro delle comunicazioni Sorin Pantiș e l'ex presidente della commissione nazionale dei valori mobiliari (ANVM) Gabriela Anghelache. Mentre l'accusa ricorse in appello, nel 2014 il processo fu trasferito per competenza all'Alta corte di cassazione e giustizia, poiché Roșca Stănescu era diventato senatore.
Mentre Patriciu morì in agosto, il 7 ottobre 2014 l'Alta corte ribaltò le decisioni prese in primo grado: Roșca Stănescu fu condannato a 2 anni e 4 mesi, mentre Pantiș a 2 anni e 8 mesi. Gli inquirenti accertarono che Patriciu era stato colpevole dei reati per i quali era imputato insieme a Philip Stephenson, Alexandru Bucșă, Petrică Grama e John Hamilton. Oltre alla sottrazione di 85 milioni di dollari e alla manipolazione del valore di mercato della compagnia, fu stabilito che il 6 aprile 2004, prima della quotazione in borsa del gruppo Rompetrol, l'imprenditore aveva rivelato a Roșca Stănescu informazioni privilegiate su termini e condizioni delle azioni della società, mentre il 20 aprile dello stesso anno, prima dell'apertura dei mercati, aveva comunicato a Pantiș il prezzo al quale sarebbero state vendute le azioni di Rompetrol nella stessa giornata.
Al fianco dell'inchiesta penale contro Patriciu, Rompetrol fu al centro di un altro processo tra lo stato e la compagnia. In seguito ai negoziati portati avanti da Patriciu con i governi Isărescu e Năstase, in base all'OUG 118/2003 Rompetrol aveva ottenuto dalle istituzioni la dilazione dei debiti tramite l'emissione di titoli di obbligazione dell'azienda nei confronti dello stato con scadenza a 7 anni per il valore di 603 milioni di dollari più gli interessi. Tra il 2007 e il 2009 la società passò ai kazaki di KMG che, al compimento dei 7 anni, nel settembre 2010 riscattarono solamente la quota sufficiente a mantenere il pacchetto di maggioranza e lasciando allo stato il 44,69% della società. Le istituzioni pubbliche, quindi, iniziarono una battaglia legale con i vertici di KMG. La crisi fu risolta solamente nel 2012 dall'intervento del governo Ponta, che nel gennaio 2014 annunciò l'accettazione di una soluzione di compromesso per la quale KMG avrebbe ripagato solamente 270 dei 760 milioni di dollari dovuti all'erario.

### Scandalo "Pixel albastru"
Nel corso della campagna elettorale per le elezioni presidenziali del 2009 Patriciu rilasciò una dichiarazione in cui affermava di detestare Traian Băsescu da quando, nel 2004, questi aveva schiaffeggiato un bambino nel corso di un incontro elettorale tenutosi a Ploiești. Il giorno successivo l'emittente televisiva Realitatea TV di Sorin Ovidiu Vîntu mise in onda un filmato che confermava le parole di Patriciu. Lo scandalo, ribattezzato dalla stampa ''Pixel albastru'', ebbe risonanza nazionale mentre il video, alla fine, si rivelò un falso, elemento che spinse Băsescu a sporgere denuncia per diffamazione contro Patriciu. Nel 2013 la corte d'appello del tribunale di Bucarest riconobbe le ragioni dell'ex presidente della repubblica.

### Altre inchieste
Nel 1994 il quotidiano Adevărul presentò un'inchiesta giornalistica in cui Patriciu era sospettato di legami con la sparizione del 1991 di una donna, proprietaria di un immobile che la sua azienda Alpha Construcții aveva deciso di acquistare. Le indagini della polizia, tuttavia, si conclusero senza risultati.
Secondo l'agenzia di stampa Mediafax nell'ottobre 1995 Patriciu e il collega del Partito Liberale 93 Raymond Luca sarebbero stati indagati dalla polizia per evasione fiscale per la compravendita di una nave da carico. L'inchiesta fu archiviata senza condanne.
Nel 2014, al momento della sua morte, la DIICOT precisò che Patriciu era coinvolto in un'altra inchiesta in cui figurava come imputato per appropriazione indebita e riciclaggio per oltre un milione di euro, in un caso disgiunto dall'inchiesta Rompetrol. In base alle dichiarazioni dell'avvocato difensore esisteva un altro caso aperto presso il tribunale di Bucarest che lo vedeva coinvolto in un affare di evasione fiscale per 16 milioni di lei, per il quale era stato messo sotto accusa il 4 maggio 2014 insieme ad altre sei persone.

## Vita privata
Fu sposato quattro volte e dal primo matrimonio ebbe due figlie, Ana e Maria.
Nel febbraio 2013 Patriciu chiese al tribunale divorzio dall'ultima moglie, Dana, che, però, intentò causa, chiedendo la divisione dei beni. Nel giugno 2014 la corte d'appello annunciò di non poter accogliere la richiesta, poiché Patriciu in fase di processo non aveva presentato motivazioni per il divorzio. Negli ultimi anni ebbe una relazione extraconiugale con la cinese Melanie Anne Chen, membro del consiglio d'amministrazione della DP Holding e presidente esecutivo della Marine Resources Exploration International BV, entrambe di proprietà di Patriciu.
Il suo patrimonio personale comprendeva tre case in Romania (tra le quali cui la propria villa di residenza a Snagov), due in Francia, uno yacht e due aerei.
Fu amico personale del giornalista e senatore PNL Sorin Roșca Stănescu.
Nel 2010 fu uno degli intervistati per la realizzazione del film documentario Capitalismo - La nostra ricetta segreta (Kapitalism – rețeta noastră secretă) di Alexandru Solomon.
Nel 2011 fu protagonista all'aeroporto di Otopeni di uno scontro verbale con Jude Law, reo secondo Patriciu di aver cercato di rubare un'autovettura appartenente al fratello. Fu successivamente chiarito che l'automobile era stata venduta ad una casa cinematografica con cui l'attore collaborava.